# Golfo de Chosha

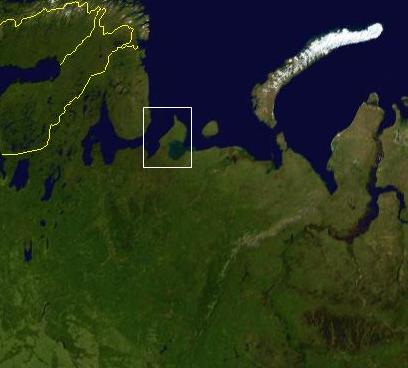
Localização da península de Kanin. O golfo de Chesha fica a sudoeste da península

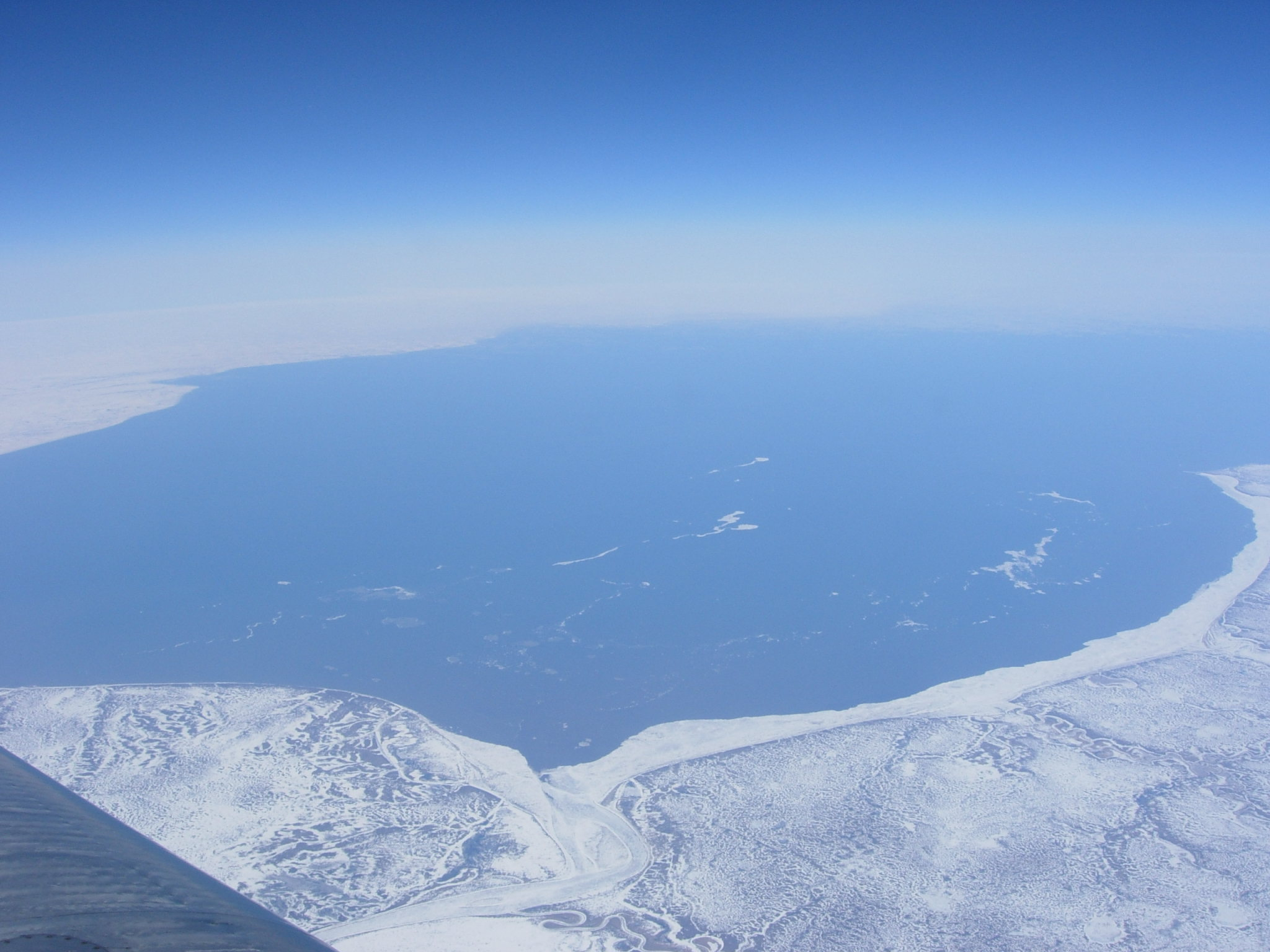
Vista aérea do golfo de Chesha em 2006

O golfo de Chosha (em russo:  Чёшская губа, Tchochskaya guba) é uma enseada no mar de Barents, com 135 km de largura e 100 km de comprimento, entre a costa oriental da península de Kanin e o continente. Administrativamente pertence ao oblast de Arkhangelsk.
Para o golfo drenam, entre outros, os rios Vižas (219 km), Oma (268 km), Pesja (257 km) e Chosha.
A oeste da mesma fica a grande ilha de Kolguyev.